# 宮本盛太郎
宮本 盛太郎（みやもと もりたろう、1942年5月9日 - 2005年4月18日）は、日本の政治学者・思想史家。専攻は近代日本の政治思想史。名城大学教授、京都大学名誉教授。学位は、法学博士（京都大学・1976年）。

## 人物
東京都出身。京都大学大学院では勝田吉太郎に師事。北一輝やカール・シュミット、イギリス政治思想に関する研究などで知られる。講義はユーモアに溢れ、日本で一番長い駅名を探すのが趣味だと語っていた。

## 略歴
- 1965年 中央大学法学部政治学科卒業。
- 1968年 早稲田大学大学院政治学研究科修士課程修了。
- 1972年 京都大学大学院法学研究科博士課程単位取得退学。京都大学法学部助手・中央大学法学部通信教育課程インストラクター。
- 1974年 愛知教育大学教育学部助教授[3]。
- 1976年 法学博士（京都大学）[4]。
- 1978年 京都大学教養部助教授[5]。
- 1992年10月 京都大学総合人間学部教授。
- 2001年 京都大学総合人間学部長[6]。
- 2003年 名城大学法学部教授。京都大学名誉教授。
- 2005年4月18日、大学在職中に、心不全のため奈良県天理市の病院で死去。62歳没[2]。

## 著書
- 『北一輝研究』（有斐閣、1975年）
- 『天皇機関説の周辺』（有斐閣選書、1980年、増補版1983年）
- 『知識人と西欧』（蒼林社出版、1983年）
- 『宗教的人間の政治思想 安部磯雄と鹿子木員信の場合 軌跡編』（木鐸社、1984年）
- 『日本人のイギリス観―新自由主義・国民主権論のモデル』（御茶の水書房、1986年）
- 『来日したイギリス人　ウェッブ夫妻　ディキンスン　ラッセル』（木鐸社、1988年）

### 編著
- 『北一輝の人間像「北日記」を中心に』（有斐閣選書、1976年、新版1986年）
- 『近代日本政治思想の座標』（有斐閣選書、1987年）

### 共著
- （関静雄・小西豊治・坂口満宏）『近代日本政治思想史発掘』（風行社、1993年）
- （関静雄）『夏目漱石』（ミネルヴァ書房、2000年）

### 共編著
- （初宿正典）『カール・シュミット論集』（木鐸社、1978年）

### 翻訳
- カール・シュミット（服部平治訳）『現代議会主義の精神史的地位』（社会思想社、1972年）
- カール・シュミット（服部平治訳）『政治思想論集　付カール・シュミット論』（社会思想社、1974年／ちくま学芸文庫、2013年）
- ヘルマン・ヘラーほか『ヴァイマル民主主義の崩壊』（木鐸社、1980年）
- ジョーゼフ・W.ベンダースキー『カール・シュミット論　再検討への試み』（御茶の水書房、1984年）
- バーナード・シルバーマンほか『アメリカ人の吉野作造論』（風行社、1992年）
- ヘルムート・クヴァーリチュ『カール・シュミットの立場と概念　史料と証言』（風行社、1992年）
- イアン・ニッシュ『日本の外交政策1869-1942　霞が関から三宅坂へ』（ミネルヴァ書房、1994年）
- アンドルー・バーシェイ『南原繁と長谷川如是閑　国家と知識人・丸山真男の二人の師』（ミネルヴァ書房、1995年）
- デーヴィッド・ロング、ピーター・ウィルソン編（関静雄訳）『危機の20年と思想家たち　戦間期理想主義の再評価』（ミネルヴァ書房、2002年）